# James Lunney
Pour les articles homonymes, voir Lunney.
James Lunney (né le 5 septembre 1951 à Winnipeg, Manitoba) est un chiropraticien et homme politique canadien

## Biographie
Il a été député à la Chambre des communes du Canada, représentant la circonscription britanno-colombienne de Nanaimo—Alberni de 2000 à 2015, d'abord sous la bannière de l'Alliance canadienne, puis du Parti conservateur du Canada, enfin comme indépendant de mars à octobre 2015. Il ne s'est pas représenté lors des élections générales de 2015.